# Human After All (chanson)
Pour l'album, voir Human After All.
Singles de Daft Punk
Technologic
(2005) The Prime Time of Your Life
(2006)
Pistes de Human After All
— The Prime Time of Your Life
(02)
Human After All est une chanson du groupe de musique électronique français Daft Punk. Première plage de l'album Human After All, elle fit l'objet d'une sortie comme single le 31 octobre 2005. Il s'agit également du seul single de l'album a ne pas avoir eu de clip vidéo (le clip prévu étant devenu le film Daft Punk's Electroma).

## Structure
Daft Punk a été le producteur du single « HeartBreaker » du groupe Teriyaki Boyz ; un sample de ce single a été utilisé pour Human After All.

## Remixes
Le morceau a été remixé par les artistes suivants :
- Alter Ego : « Human After All (Alter Ego Remix) »
- Juan Maclean : « Human After All (The Juan MacLean Remix) »
- Justice : « Human After All ("Guy-Man After All" Justice Remix) »
- SebastiAn : « Human After All (SebastiAn Remix) »
- The Emperor Machine : « Human After All (Emperor Machine Version) »

Ces remixes sont disponibles sur les singles ou sur l'album Human After All: Remixes.

## Pistes
CD
1. « Human After All » — 5:20
2. « Human After All ("Guy-Man After All" Justice Remix) » — 3:38
3. « Human After All (Emperor Machine Version) » — 6:04
4. « Human After All (Alter Ego Remix) » — 9:22
5. « Human After All (SebastiAn Remix) » — 5:20
6. « Human After All (The Juan MacLean Remix) » — 6:43

12" (094634473811)
1. « Human After All » — 5:20
2. « Human After All (SebastiAn Remix) » — 4:45
3. « Human After All (Alter Ego Remix) » — 9:22

12" (094635031218)
1. « Guy-Man After All (Justice Mix) » — 3:58
2. « Human After All (Emperor Machine Version) » — 6:04
3. « Technologic (Digitalism's Highway to Paris Remix) » — 5:58

## Classement par pays
| Classement (2010) | Meilleure position |
| ----------------- | ------------------ |
| France (SNEP)     | 93                 |